# Duroia
Duroia é um género botânico pertencente à família Rubiaceae.

## Espécies
- Duroia amapana
- Duroia aquatica
- Duroia bolivarensis
- Duroia costaricensis
- Duroia duckei
- Duroia eriopila
- Duroia fusifera
- Duroia genipoides
- Duroia gransabanensis
- Duroia hirsuta
- Duroia hirsutissima
- Duroia kotchubioides
- Duroia laevis
- Duroia longiflora
- Duroia longifolia
- Duroia macrophylla
- Duroia maguirei
- Duroia martiniana
- Duroia melinonii
- Duroia merumensis
- Duroia micrantha
- Duroia nitida
- Duroia palustris
- Duroia paraensis
- Duroia paruensis
- Duroia petiolaris
- Duroia plicata
- Duroia prancei
- Duroia retrorsipila
- Duroia saccifera
- Duroia sancti-ciprianii
- Duroia soejartoi
- Duroia steinbachii
- Duroia strigosa
- Duroia trichocarpa
- Duroia triflora
- Duroia valesca
- Duroia velutina